# Kalathaki limnou
Le kalathaki limnou (en grec moderne : καλαθάκι λήμνου) est un fromage grec fabriqué sur l'île de Lemnos. Il s'agit d'un fromage frais en saumure au lait de brebis et éventuellement de chèvre. Il bénéficie d'une appellation d'origine protégée depuis 1996.

## Nom
Le kalathaki limnou tire son nom des petits moules en vannerie traditionnellement utilisés lors de sa fabrication, similaires à des petits paniers, kalathakia (καλαθάκια) signifiant petit panier en grec. Limnou indique simplement la provenance du fromage fabriqué sur l'île de Lemnos.

## Description
Le kalathaki limnou se présente sous forme de petits cylindres de 10 cm à 15 cm de large et de 8 à 9 cm de haut, pesant entre 700 g et 1 kg. Ces petits fromages sont blancs, mous, sans croûte et conservés dans de la saumure comme la féta. Il présente des motifs à sa surface, à l'origine dûs à l'utilisation de moules en joncs tressés. Son goût est salé et un peu acidulé. 
Il a un pH d'environ 4,5, une teneur en matirère grasse d'environ 25%, une teneur en sel d'environ 2,4%.

## Fabrication
La production de lait de brebis étant saisonnière, la production du kalathaki limnou a lieu entre le mois de janvier et le mois de juin uniquement. Il est fabriqué à partir de lait de brebis, avec éventuellement ajout de lait de chèvre, la proportion de lait de chèvre ne devant pas dépasser 30%. Le lait de brebis est considéré comme donnant un fromage de meilleur qualité. Le lait doit provenir de l'île de Lemnos, et doit être issu d'animaux élevés sur cette île. 
Le fromage est le plus souvent fabriqué à partir de lait pasteurisé, mais on peut aussi le trouver au lait cru. Le lait est caillé par ajout de présure à une température d'environ 33°C, puis découpé en grains de la taille d'un haricot et égoutté une première fois. Le caillé ainsi obtenu est ensuite égoutté dans de petits moules tressés donnant sa forme au fromage et imprimant un motif sur sa surface. Historiquement ces moules étaient en joncs tressés, mais ils sont aujourd'hui le plus souvent en plastique. Les fromages sont ensuite immergés dans de la saumure dans laquelle ils sont affinés. Cet affinage s'effectue en deux étapes : la première dure trois semaines et s'effectue à une température d'environ 15°C ; la seconde étape dure au minimum deux mois et la température est abaissée à 6°C.